# Drömtåget
Drömtåget – på spaning efter spåren var en av de vandringsutställningar på räls som producerades av den statliga myndigheten Riksutställningar. Samarbetspartners var Riksteatern, Svenska rikskonserter, Statens järnvägar och Arbetsmarknadsstyrelsen. Utställningen vände sig till elever i åttonde klass och turnén pågick 1990 till 1993.

## Bakgrund
Drömtåget var en satsning inom projektet Kultur i skolan som startade 1984. Kultur i skolan innebar att statligt finansierade Riksutställningar, Riksteatern och Svenska rikskonserter fick tre miljoner kronor av Utbildningsdepartementet för att under ett antal år ägna sig åt kulturell verksamhet i Sveriges skolor. Drömtåget – på spaning efter spåren var det fullständiga namnet på det som skulle bli en av de största satsningarna inom Kultur i skolan. Landets kommuner erbjöds utställningen gratis om de arrangerade en ungdomskulturvecka i samband med att utställningen visades.

### Tanken på tåg
Drömtåget var också en av sex utställningar med och på tåg som producerades mellan åren 1987 och 2000. På den tiden hann utställningstågen besöka 350 stationer på olika platser i Sverige. Riksutställningars tåg bestod av specialkonstruerade utställningsvagnar, men också en vagn som hade reserverats för undervisning, möten och filmvisning. Det fanns också en personalvagn för guiderna.

Så här beskrev Helene Broms, producent och projektledare på Riksutställningar, satsningen på tåg:
Riksutställningar har sedan 1987 producerat sex utställningar i samarbete med SJ. Utställningstågen har varit en möjlighet för Riksutställningar att nå ut till mindre orter som inte har egna utställningslokaler. Tåget består av fyra utställningsvagnar och har en specialinredd personalvagn med sovhytter, kök och vardagsrum. Tre guider bor och arbetar på tåget en vecka i taget, dessutom finns en specialanställd lokförare alltid med. De senare tågen har vänt sig till barn och ungdomar som är en viktig målgrupp för oss.
En av tågutställningarna var Slöjdtåget, 1994–1995. För att tågets tre vagnar på 24 meter skulle ta sig ut från färjan i Visby krävdes specialåtgärder: tillfällig räls fick läggas på kajen. En senare utställning var Noas Express, 1997–1998, som bland annat innehöll ”glupska grodor” och andra djur.

### Inspiration från Australien
Idén till tågutställningar kom egentligen inte från Sverige och Riksutställningar. Den hade sitt ursprung i Australien där tåg sedan länge hade använts som ett sätt att föra ut kultur i landet, bland annat till skolor. 1985 slöts ett avtal mellan Statens järnvägar och Riksutställningar. SJ servade med vagnar och transporter och Riksutställningar stod för innehåll och turnéupplägg.

## Tema
Utställningens tema bestod av flera delar. Dels handlade det om konkreta gestaltningar av drömmar och upplevelser hos barn och ungdomar, i form av en slags föreställning där de unga fick delta och känna att de själva hade möjlighet att påverka sina liv. Dels handlade det om att känna till sina rättigheter, men också skyldigheter. Drömtåget ville också få de unga att bli medvetna om olika miljöproblem.
Syftet var också att, enligt Drömtågets informationsmaterial, ”bidra till en pedagogisk metodutveckling som kan starta kreativa process hos elever och lärare. Avsikten var också att sammanföra skola, kulturliv och politiker så att de kunde samarbeta konkret i skolans vardag.

## Produktion
Drömtåget var en upplevelsebaserad utställning och föreställning där publiken var medskapande under en och en halv timme. I en fantasieggande miljö (scenografi) fick deltagarna chansen att själva agera skådespelare i drama som handlade om att utföra ett uppdrag: värna om miljön och rädda världen. Tåget kallades för Silverpilen, ”en modern flygande holländare, där tid och rum upphört att existera”. Vinden, elden och vattnet hade gått förlorade och behövde föras tillbaka till jorden. Det innebar en vandring som ledde genom rum som var inredda som underjord, grottor, mörka skogar och själva universum.
Drömtåget skapades som ett fantasyspel och var mer en föreställning än en utställning i vanlig bemärkelse./…/”I Drömtåget ville vi tala om de stora frågorna i livet. Vi talade om miljön, om elden, vinden och vattnet. Vi lät alla som besökte Drömtåget få byta skepnad och få nya, underbara egenskaper som vishet, fantasi och intuition. De egenskaper som vi alla har. De 14-åringar som besökte Drömtåget visade sig kunna använda sin känsla, sin fantasi och sitt förnuft. De samarbetade och insåg att de var begåvade och oslagbara.” (Christina Björk, projektledare, I spåren efter Drömtåget)

### Åska och poesi
Ombord på tåget väntade en helhetsupplevelse på åttondeklassarna De fick börja med att sätta sig i en skolbänk i ett mörkt rum där ljud- och ljuseffekter gav intryck av att det åskade. Gula natriumlampor tändes och eleverna fick ta på sig kåpor som var grå i det gula ljuset men olikfärgade i vanligt ljus. Elever med samma färg på kåporna bildade en grupp som gav sig ut på vandringen för att rädda jorden, ledda av skådespelare och dramapedagogen. Längs vägen väntade olika utmaningar och problem som skulle lösas och redovisas i musik, poesi och bild.

### ”Stoppa Drömtåget!”
Drömtåget blev inte bara omtalat för innehåll och utformning, utan också för att inga vuxna fick gå ombord samtidigt med eleverna som fick tystnadsplikt. Ingen av fick berätta vad de varit med om – för att bevara ”Drömtågets hemlighet”. De vuxna hänvisades till allmänhetens besökstider. Upplägget blev snabbt kritiserat, rykten och spekulationer spred sig om vad som egentligen pågick inne i tåget. Redan dagen efter invigningen i Växjö, innan allmänheten hade fått tillträde, kom protester från en lärare som hade hört att eleverna fick delta i rollspel på visningarna – skadligt enligt läraren som krävde att Drömtåget skulle stoppas.

### Satans järnvägar?
Steg två var att anklaga Drömtåget för satanism och spridande av ockulta läror. En sexuddig stjärna fanns avbildad på ett golv i Drömtåget men ryktet gjorde den femuddig och förknippad med Djävulen. Boken Kultur i rörelse – en historia om Riksutställningar och kulturpolitiken berättar om en publicitet som knappast var planerad:
I tidningen Dagen kunde man läsa om hur ”upprörda kristna föräldrar” krävde att tåget skulle stoppas. Samma krav framfördes i flera lokaltidningar, trots att de flesta kritikerna aldrig hade besökt tåget. Kulmen nåddes i Hässleholm där skolstyrelsen, redan innan tåget kommit dit, rekommenderade rektorerna ”att elever under skoltid ej deltager i Drömtåget". Bakgrunden var att skolchefen tidigare hade uttalat sig i lokalradion och sagt att han hört att elever som besökt Drömtåget kunde begå självmord. Vid samma tid delade någon ut 600 brev till föräldrar i trakten och varnade för att Drömtåget spred hednatro och ockultism och kunde driva barn till självmord eller mord.
Rykten och beskyllningar stoppade inte Drömtåget som fortsatte sina resor över Sverige i tre år. Utställningens scenograf, Lotta Melanton, belönades också med ett hedersdiplom på världsutställningen i scenografi i Prag.

### Produktionsteamet

#### Projektledare
- Christina Björk.

#### Form
- Lotta Melanton.
- Svenska rikskonserter.
- Riksteatern.
- Statens järnvägar.
- Arbetsmarknadsstyrelsen.

#### Målgrupp
- Elever i årskurs 8.

## Turné
Från 1990 till 1993 besöktes 68 av landets kommuner och på samtliga platser genomfördes kulturveckor för unga när tåget stod vid perrongen. Totalt besöktes Drömtåget av 40 000 ungdomar och 10 000 vuxna.

## Reaktioner
Hallands Nyheter, 1991-10-09:
/…/Drömtåget turnerar sedan i våras runt om i landet. Det är ett fantasifullt utställningståg, dit åttondeklassare kommer för att under ledning av professionella skådespelare spelare rollspel./…/Miljöerna är suggestiva och det förekommer flera symboler som har med andra religioner än kristendomen att göra, men att säga att drömtåget förespråkar ockultism och är farligt för barnen är rent ut sagt löjligt. Ett besök på Drömtåget är ett trivsamt äventyr, som förhoppningsvis ger besökarna en tankeställare – en önskan om att värna miljön. Kan man väcka en sådan önskan på ett så fantasifullt och roligt sätt är upphovsmännen bara att gratulera.
Svenska Journalen, 7-91:
Tänk er en iskall snålblåstdag i Göteborg. Där står vi, en huttrande grupp och väntar på att tåget ska gå. Ja, nu är det dags! Vi kliver in, hänger av oss yllekapporna, klär på oss lysande blåa, röda och orange kåpor, sätter en mask över ögonen och går in i en skimrande spegelsal. Och plötsligt hör vi musiken…./…/Resan går vidare, genom otroligt vackra och sensuella rum. I en sal fylld av speglar porlar en dold brunn, i den döda skogen förstår vi att vi måste rädda naturen,  – och så kommer vi till ett stjärnhimmelsrum med ett tak fyllt av små, små lampor och stora klockspel som vi får spela på…/…/Själv njöt jag och hade roligt på ”Drömtåget”. Vi behöver mer av sån sensuell och engagerande teater. Och jag uppfattade snarare Vishetens tempel som ett försök till karta: Varsågoda, i de här riktningarna kan ni söka! Jag tyckte att templet andades respekt för olika religioner – en respekt man måste ha i ett Sverige som inte längre är ett enhetligt kristet land./…/
Ur insändare i Barometern, 1991-03-20:
/…/Jag ser med glädje och spänning fram mot kulturveckan i Nybro kommun, med musik, teater och andra aktiviteter. Men vilken kultur representerar Drömtåget? Är det förenligt med svensk kultur att tillverka en skyddsamulett för en skyddsande, att skriva trollformelliknande verser för att komma vidare i en teater, att stå på en djävulssymbol och avsäga sig sin personlighet till förmån för en mystisk, magisk kraft? Att sedan lova att inte diskutera eller berätta för lärare eller föräldrar om sina känslor och upplevelser. Vari ligger kulturen?/…/
Dagens Nyheter, 1991-04-18:
I morgon fredag öppnar en utställning på Kulturhuset i Stockholm där Drömtågets scenografi finns att beskåda. Tillsammans med tre andra scenografier ska den representera Sverige vid världsutställningen Prag Quadrinalen.

### Elevreaktioner
Eleverna fick efter besöket skriva reflektioner över sina besök.

Rebecca, Halmstad:
Jag tycker att drömtåget var bra, särskilt när vi fick vara huvudpersonerna. Det var både roligt och spännande att vara med. Jag tycker att det ska vara mer teatrar som drömtåget, än vanliga teatrar, som när man är publik. Det jag gillade mest var vagnen med stjärnhimlen.
Peter Olsson 8A, Halmstad:
Jag tycker att drömtåget var bra för att man fick klara av allt genom att samarbeta med varandra i gruppen. Jag tycker att det var som ett rollspel med namn och egenskaper. Det jag fick ut av drömtåget var att man skulle lita på sig själv och inte ge upp. Jag tycker att drömtåget var en bra teater.
Yvonne Nilsson, Hyltebybruk:
Drömtåget, vad tråkigt, tänkte jag när jag stod vid stationen och frös. Det kommer bli det gamla vanliga att titta på en långtråkig teater. Jag var inte särskilt pigg på drömtåget men det var ganska spännande att det skulle vara ombord på ett tåg. Efter en stund så släppte de in oss. Vi kom ombord och gick till ett färgglatt rum. Där tog vi av oss utekläder och klockan, istället tog vi på oss ett slags skynke och ett par fotskydd, antagligen för att vi skulle passa in i miljön. Av skynkenas färg blev vi invalda i grupper.
Efter en stund så hörde vi en liten mystisk röst, som sa något om att vi skulle finna vägen ut, det fanns nämligen ingen dörr. Jag vet inte hur, men vi hittade en öppning och kom in i ett annat färgglatt rum. Där var det tre spelande personer. Det här började kännas lite spännande nu./…/
I varje rum passade en person in. I Visdomens öga var det min tur att passa in. Jag fick öppna en dörr med mina nycklar. Det kändes precis som om man drömde, en skön overklig känsla kröp fram och det kändes som om man blev barn på nytt./…/
Drömtåget var en av de absoluta bästa teater jag varit med om!!

## Ekonomi
Drömtågets budget beräknades för åren 1991 och 1992 till totalt 770 000 kronor. Inräknat var bland annat kostnader för filmproduktion, lönekostnader och driftskostnader.